# Cuyo
Der Name Cuyo bezeichnet eine geographische und historische Region im mittleren Westen Argentiniens. Sie umfasst traditionell die gegenwärtigen politischen Provinzen San Juan, Mendoza und San Luis die eine gemeinsame kulturelle und historische Tradition teilen. Für gewöhnlich wird auch noch die Provinz La Rioja dazugerechnet.

## Geographie
Die Region Cuyo ist im Westen geprägt durch die Berglandschaft der Anden. Deren Hauptgebirgskette (Cordillera Principal) die entlang ihrer Wasserscheidelinie die Grenze zu Chile bildet und die dazu parallel angeordnete Frontgebirgskette (Cordillera Frontal) zeichnen sich durch besonders hohe Berge aus, wie der Aconcagua, mit fast 7000 m der höchste Berg Amerikas, der Pissis mit 6792 m und der Mercedario mit 6770 m. Die sich anschließende Vorgebirgskette (Precordillera) hat ausgedehnte Ebenen die als Durchgangstäler bezeichnet werden und die die Verbindung an die sich im Osten anschließenden Pampa-Ebenen bilden, mit den Pampa-Gebirgszügen und einigen Salztonebenen in den Senken.
Im Süden überwiegt das Relief der Hochebenen und Vulkane des Naturschutzgebietes Reserva La Payunia.
Als besonders charakteristisch für die Cuyo-Region gilt der Weinbau. Wirtschaftlich liegt der Cuyo im Mittelfeld Argentiniens, besonders die Provinz San Luis hat sich seit 1980 vom Armenhaus zu einer relativ wohlhabenden Gegend entwickelt.

## Geschichte
Das Toponym Cuyo stammt wie viele andere aus den regionalen indigenen Sprachen und seine Bedeutung ist heute nicht mehr zu reproduzieren. Die älteste urkundliche Erwähnung findet sich 1558 in der Chronik von Jerónimo de Vivar.
Die Region, die vorher Teil des Inka-Reiches war, wurde zur sogenannten Provinz Cuyo des Königreichs Chile, die östlich der Anden liegende Provinz des Generalkapitanat Chile. Um etwa 1552 misslang noch ein erster Kolonisierungsversuch durch Pedro de Valdivia, aber ab 1557 wurde die indigene Bevölkerung des Gebiets von den Spaniern praktisch kampflos unterworfen. Im Zuge dieser von Chile aus organisierten Kolonisierung wurde die regionale Bevölkerung, insbesondere die Huarpes, nach Chile zur Bewirtschaftung der spanischen Landgüter und Bergwerke deportiert. Jeweils auf einem auf diese Weise entvölkerten Gelände wurden 1561 Mendoza und 1562 San Juan angelegt. Bis 1630 war die ganze Huarpe-Bevölkerung ausgelöscht. Die Provinz Cuyo wurde 1776 dem Vizekönigreich Río de la Plata angegliedert.